# 桑佳あさ
桑佳 あさ（くわよし あさ、1982年1月6日 - ）は、日本の漫画家。女性。宮崎県小林市出身。日章学園高等学校卒業。旧名義は藤野 もやむ（ふじの もやむ）。

## 来歴
1997年、高校在学中にエニックス21世紀マンガ大賞 奨励賞を受賞後、ガンガンWINGにて『すとれんじどりーむ』の読み切り掲載を経て『まいんどりーむ』で連載デビュー（藤野もやむ名義）。
2001年、エニックスお家騒動を機にマッグガーデンへと活躍の場を移す。
2013年、「蒼きユピテル」が初の本格的なWEB連載として、短期集中で始まる。週刊並みの月産80ページという精力的な執筆が行われた。
2014年、「桑佳あさ」名義でコミックゼノンにて読切「ちっさい恋人」で再デビュー。
以後、様々な雑誌にて幅広く作品を執筆している。

## 受賞歴
- 第5回エニックス21世紀マンガ大賞 奨励賞 受賞（『紅の樹』）※藤野もやむ名義
- 第21回マンガオーディション 最優秀賞（『ちっさい失恋』）[1]
- 第7回コミックゼノン漫画大賞 下半期 準入選（『おばあちゃんが笑った』）[2]
- 第34回デザート新人まんが大賞 優秀賞（『片想いフィーバー』）[3]

## 作品リスト

### 連載
- 片想いフィーバー（『デザート』2014年7月号 - 2015年9月号[4]、講談社、全2巻）
- 老女的少女ひなたちゃん（『月刊コミックゼノン』2014年12月号[5] - 2022年6月号[6]、コアミックス、全11巻）
- どくろさんが見ている（『コミックキューン』2015年10月号[7] - 2017年12月号、KADOKAWA・メディアファクトリー、全3巻）
- はつ恋、ふたたび。（『デザート』2016年11月号[8] - 2017年11月号[9]、講談社、全3巻）
- 5★G★B-ファイブ・ジーナー・ブラザーズ-（ストーリー協力・カネイチ、『月刊コミックジーン』2018年5月号[10] - 2019年4月号[11]、KADOKAWA・メディアファクトリー、全2巻）
- しょうあんと日々。（『コミックキューン』2018年10月号[12] - 2021年2月号[13]、KADOKAWA・メディアファクトリー、全3巻）
- はいどう！（『コミックキューン』2023年5月号[14] - 2025年3月号[15]、KADOKAWA・メディアファクトリー、全3巻）
- こわメシ（『思い出食堂別館』No.13[16] - 、少年画報社、全4巻）

### 読み切り
- ちっさい失恋 （『月刊コミックゼノン』2014年1月号、徳間書店）
- おばあちゃんが笑った （『月刊コミックゼノン』2014年5月号、徳間書店）
- イカヅチと宿題ノート （『Theデザート』2014年11月号、講談社）

### アンソロジー
- 思い出食堂 16(餃子の味編)（少年画報社）
- あげもん~カラっとジュワっと幸せの味~（少年画報社）
- 朝ごはん~おはよう!モーニング家族~（少年画報社）
- 僕らのファミコン日記 ―80's熱中時代―（少年画報社）
- ひとりごはん 福（少年画報社）
- みんなの食卓 わたしの平成の味（少年画報社）
- 思い出食堂 お寿司編（少年画報社）
- みんなの食卓 わたしのお弁当（少年画報社）
- ひとりごはん　春（少年画報社）
- みんなの食卓 わたしの卵料理（少年画報社）
- みんなの食卓　夏のカレーライス（少年画報社）

### 藤野もやむ名義

#### 連載
- まいんどりーむ（『ガンガンWING』1998年7月号 - 12月号）
- ナイトメア☆チルドレン（『ガンガンWING』1999年5月号 - 2001年11月号連載）
- ぷりんせす☆ぶらいど☆すとーりー（『コミックブレイドMASAMUNE』）
- 賢者の長き不在 -THE FIRSTKING ADVENTURE-（『月刊コミックブレイド』2002年4月号 - 2005年6月号）
- はこぶね白書（『月刊コミックブレイド』2005年12月号 - 2008年6月号）
- ひとさきの花（『コミックブレイドZEBEL』Vol.3 - 5） - 『ひとさきの花 藤野もやむ短編集』に収録。読切作品「あの日見た桜」のリメイク。
- いま、殴りにゆきます（『コミックブレイドBROWNIE』Vol.1）
- 忘却のクレイドル（『コミックブレイドBROWNIE』Vol.1→『月刊コミックアヴァルス』）
- 蒼きユピテル（『WEBコミックBeat's』）

#### 読み切り
- すとれんじどりーむ（『ガンガンWING』1997年秋季号） - 『まいんどりーむ』に収録。
- 雪の降る頃（『ガンガンWING』1998年春季号） - 『まいんどりーむ』に収録。
- てのひらの恋（『月刊ステンシル』1999年春号） - 『あの日見た桜 - 藤野もやむ短編集』に収録。
- そんな、ふたり。（『月刊ステンシル』1999年夏号） - 『あの日見た桜 - 藤野もやむ短編集』に収録。
- 大正すいむ譚（『ガンガンWING』2000年1月号） - 『あの日見た桜 - 藤野もやむ短編集』に収録。
- あの日見た桜（『月刊ステンシル』2000年冬号・春号） - 『あの日見た桜 - 藤野もやむ短編集』に収録。木曾義高と大姫の悲恋を扱った時代物。藤野が観覧した高校演劇を漫画化したもの[17]。
- こぼれもの（『コミックブレイドZEBEL』Vol.1） - 『ひとさきの花 藤野もやむ短編集』に収録。
- キモチクラベ〜夏〜（『コミックブレイドZEBEL』Vol.2） - 『ひとさきの花 藤野もやむ短編集』に収録。『はこぶね白書』の外伝。

#### 単行本
- 『まいんどりーむ』、スクウェア・エニックス〈ガンガンWINGコミックス〉 1999年、全1巻 - マンガ図書館Zで配信[18]。
- 『ナイトメア☆チルドレン』、スクウェア・エニックス〈ガンガンWINGコミックス〉 1999年 - 2002年、全5巻
  - （新装版） マッグガーデン〈ブレイドコミックス〉 2008年、全5巻
- 『あの日見た桜 - 藤野もやむ短編集』、スクウェア・エニックス〈ガンガンWINGコミックス〉 2000年、全1巻 - マンガ図書館Zで配信[19]。
- 『賢者の長き不在 -THE FIRSTKING ADVENTURE-』、マッグガーデン〈ブレイドコミックス〉 2002年 - 2005年、全8巻
- 『ぷりんせす☆ぶらいど☆すとーりー』、マッグガーデン〈ブレイドコミックス〉 2004年、全1巻
- 『はこぶね白書』、マッグガーデン〈ブレイドコミックス〉 2006年 - 2008年、全7巻
- 『ひとさきの花 藤野もやむ短編集』、マッグガーデン〈ブレイドコミックス〉 2007年、全1巻
- 『忘却のクレイドル』、マッグガーデン〈ブレイドコミックス〉 2010年 - 2011年、全5巻
- 『蒼きユピテル』、マッグガーデン〈マッグガーデンコミックス Beat'sシリーズ〉 2013年、全2巻

#### アンソロジー
- Lの季節 A piece of memories プレミアム・ストーリーズ「告白」
- 悠久幻想曲3 パーペチュアルブルー 4コママンガ劇場（表紙のみ）
- Kanon 〜Premium Stories〜 「三度目の正直」
- Kanon 〜Premium Stories〜 第二集「アイスの時間」
- 猫あんそろじー「猫伝言屋さん」